# WASP-12b
WASP-12b es un planeta extrasolar que orbita la estrella WASP-12, estrella de magnitud aparente 11.7, tipo espectral G0 y que posee una temperatura en su fotósfera de 5900 K. Se encuentra a unos 870 años luz de distancia.
Su radio y masa indican que posiblemente se trate de un gigante gaseoso, similar a Júpiter, aunque por su cercanía con su estrella (un 2.1% de la distancia de la Tierra al Sol), se clasificaría como un Júpiter caliente. No ha sido informada su ascensión recta ni su declinación.
En octubre de 2008 se informó que el planeta tenía una temperatura de 2250 grados Celsius y que era, hasta ese momento, el planeta más caliente hallado jamás, según publicaba NewScientist.com.
Según los cálculos las fuerzas de marea, tienen una magnitud tal que harían que la forma de este planeta se pareciera más a una pelota de rugby que a una esfera. Por otro lado, WASP-12b está perdiendo masa, absorbida por su estrella, a una velocidad de 6000 millones de toneladas al segundo. A este paso el planeta será destruido en un período de 10 millones de años, un instante en la escala astronómica. El material arrancado al planeta cae hacia su estrella formando una espiral, al interior de la cual se encontraría también otro pequeño planeta extra solar, con una dimensión probablemente mayor a la Tierra.

## Composición

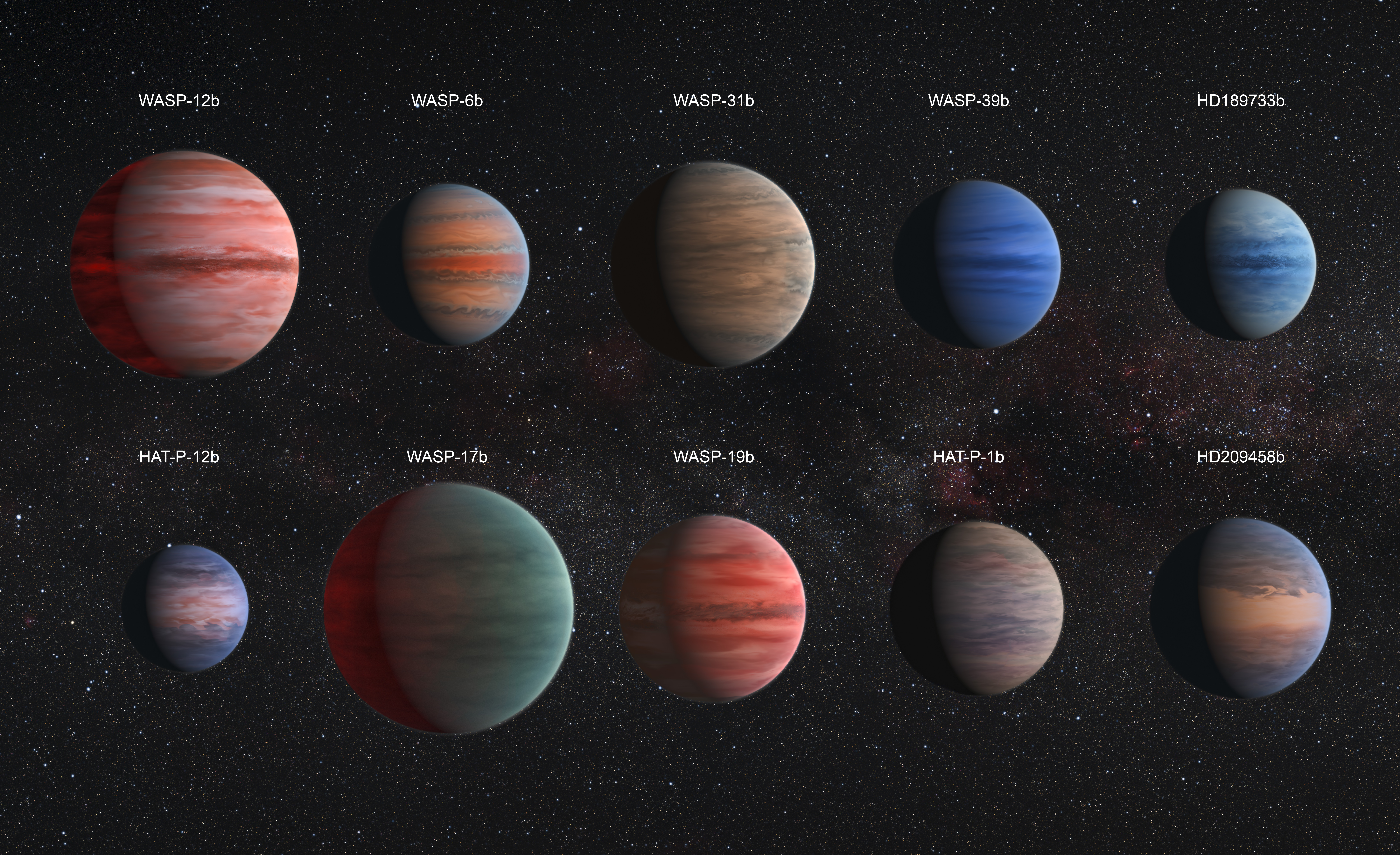
Comparación de WASP-12 con otros jupíteres calientes

Se sabe que su atmósfera está compuesta en su mayor parte de carbono —hasta el doble de lo que inicialmente se sospechaba—. Pero se sospecha que todo el planeta está formado por ese elemento.
Y dado el tamaño del planeta, la gravedad comprimiría con seguridad el carbono que compone ese cuerpo, siendo posible que la mayor parte del mismo sea diamante y grafito.
Los astrónomos no tienen ningún modelo que explique cómo se forman estos planetas de carbono. Podrían surgir de discos planetarios con cantidades relativamente altas de este elemento. Es la teoría de Marc Kuchner, de la NASA.
Este es el primer exoplaneta conocido que está conformado por más carbono que oxígeno. Es un gigante gaseoso (como Júpiter) compuesto principalmente de hidrógeno, situado a 1200 años luz de distancia. Su tamaño es de miles de veces más pequeño que la estrella que orbita.
El descubrimiento, realizado por un equipo de astrónomos de Estados Unidos y Reino Unido, liderados por Nikku Madhusudhan, fue posible gracias a la detección de la radiación térmica del planeta, utilizando el telescopio espacial Spitzer.
Teóricamente, este planeta extrasolar tendría predominantemente rocas de diamante y grafito. En cambio, tanto el agua como la tierra serían en él un recurso escaso. La conjetura del Doctor Madhusudhan es que este tipo de planetas podrían ser bastante comunes.

## Satélite candidato
Los astrónomos rusos que estudian una curva de cambio de brillo del planeta observaron salpicaduras regulares de luz que implican que WASP-12b tiene al menos una exoluna sustancial en órbita alrededor de él. Esto no se espera, ya que los planetas de tipo Júpiter calientes se espera que pierdan grandes lunas dentro de plazos geológicamente cortos.